# Инкерманско сражение
Инкерманското сражение се състои на 24 октомври 1854 година източно от Севастопол между руски и англо-френски войски по време на Кримската война.
В опит да разкъсат обсадата на града, над 30 000 руски войници щурмуват позициите на английския експедиционен корпус (до 17 000 бойци) в района на Инкерман. Бездействието на 20-хилядния диверсионен отряд на княз Пьотр Горчаков в района на Сапун гора (южно от Инкерман) позволява на френските съюзници да изпратят помощ на англичаните в решителния момент. Вследствие от превъзходството на английското стрелково въоръжение и бездарието на главнокомандващия Александър Меншиков, сражението завършва с поражение за руснаците, които губят близо 12 000 души. Загубите на съюзниците са двойно по-малки.